# Pseudeucinetus spilmani
Pseudeucinetus spilmani är en skalbaggsart som beskrevs av Spangler 1995. Pseudeucinetus spilmani ingår i släktet Pseudeucinetus och familjen lerstrandbaggar. Inga underarter finns listade i Catalogue of Life.